# Кочо Груйоски
Кочо Петрев Груйоски, известен като Смилевски, е български революционер, деец на Вътрешната македоно-одринска революционна организация.

## Биография
Груйоски е роден в битолското село Смилево, тогава в Османската империя. Присъединява се към ВМОРО и става селски войвода на организацията. Участва в Илинденско-Преображенското въстание през лятото на 1903 година начело на Смилевската чета от 27 души. Секретар на четата му е съселянинът му Велян Гурджев. Четата води три – четири големи сражения.